# 小河内観光開発
小河内観光開発株式会社（おごうちかんこうかいはつ）は、東京都西多摩郡奥多摩町にある小河内貯水池（奥多摩湖）を横断する全長622 mの奥多摩湖ロープウェイ（正式名称：川野ロープウェイ）を運行していた索道事業者である。

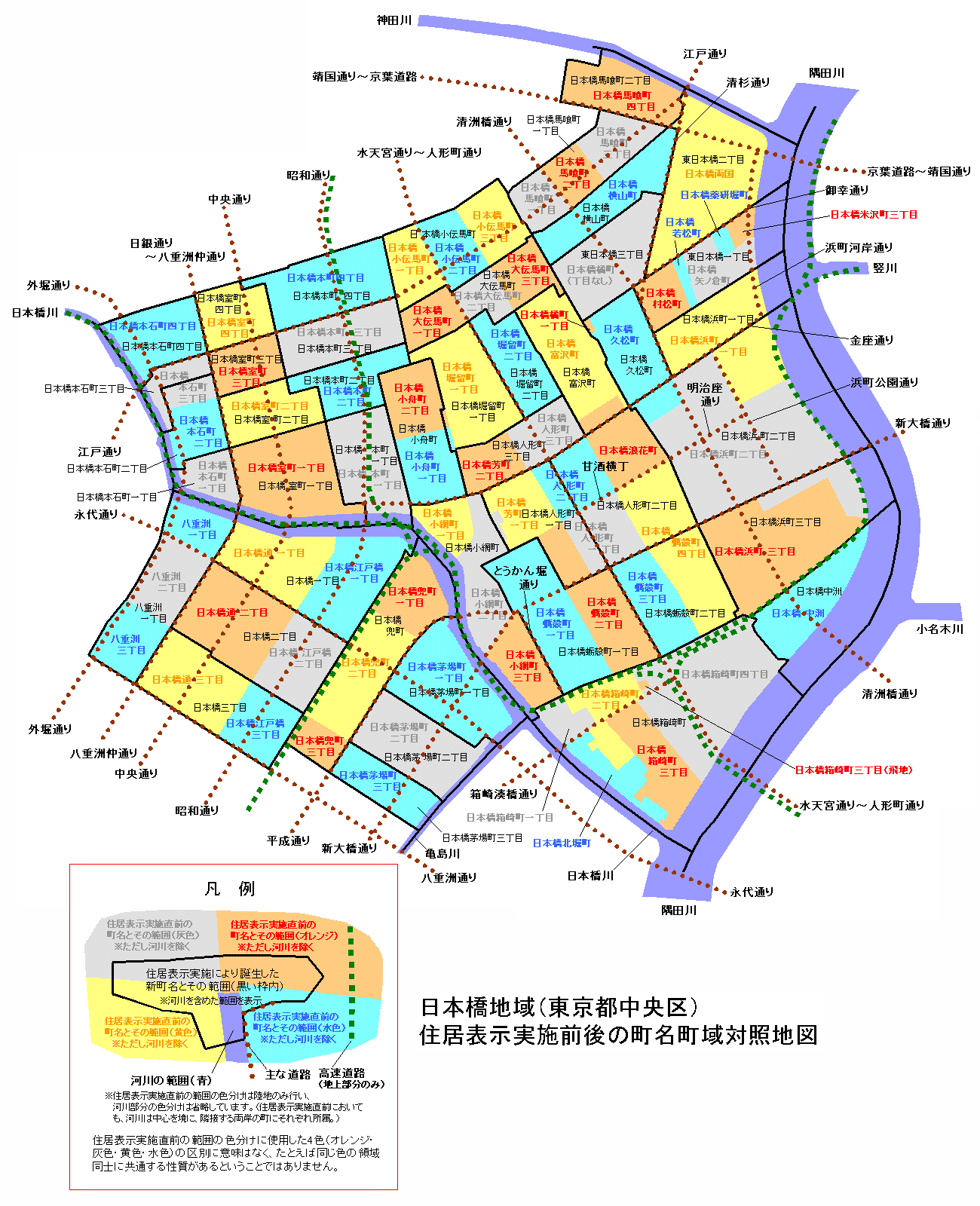
小河内観光開発が本社としていた東京都中央区日本橋通は、現在「東京都中央区日本橋二丁目」という地名となっている。（上記地図の中央通りと永代通りが交差する付近を参照されたい）

ロープウェイは奥多摩湖西部、西東京バス「中奥多摩湖」停留所付近にあった川野駅と、その対岸で三頭橋の東側、川野駐車場付近にあった三頭山口駅を結んでいた。

## 沿革
奥多摩湖上遊覧、登山客の利便等を目的とし、1960年（昭和35年）8月12日に索道事業許可、1962年（昭和37年）1月29日に営業運転を開始。総工費は1億5000万円で、折りしも高度経済成長期、1964年東京オリンピックの開催を控え希望に満ちた時代でもあり、営業当初は主に関東方面から多くの観光客を集めたものの、数年後に湖上横断の橋梁が敷設されると自動車やバスで簡単に対岸まで通行が可能になり、乗客が激減。元々高低差がわずか0.6 mほどの平坦な索道で風景も変化に乏しく、距離も622 mと短距離でもあり次第に陳腐化し、1966年（昭和41年）12月1日に「冬季休業」という名目でそのまま運行を一時停止。営業不振の理由により、1975年（昭和50年）3月に正式に運行休止申請が出されている。
国土交通省監修の『鉄道要覧』には2006年（平成18年）度版まで休止状態ながら掲載されており、末期の事業者名は奥多摩湖観光株式会社、本社所在地は東京都千代田区外神田3丁目14-7となっていた。2007年（平成19年）度版以降の『鉄道要覧』からは抹消され、これにより東京都内の普通索道路線が消滅している（厳密には都内の普通索道路線として神奈川県に跨る「スカイシャトル」があるが、『鉄道要覧』では神奈川県の索道に区分される）。

## ロープウェイ諸元
- 全長：621.45m[2]
- 高低差：0.65m[2]
- 走行方式：3線交走式[2]
- 運転時分：5分
- 駅数：2駅
- 最大高度：30m[5]
- ゴンドラ
  - ゴンドラ数：2両
  - ゴンドラ定員：36名[5]
  - 製造所：日本ケーブル(1961年10月製造)[2]
- 区間：川野駅（かわのえき、北緯35度46分37秒 東経139度0分13.9秒） - 三頭山口駅（みとうさんぐちえき、北緯35度46分17.6秒 東経139度0分7.9秒）[2]

## 利用状況
| 年度 | 乗車人員（人） | 降車人員（人） |
| ---- | -------------- | -------------- |
| 1963 | 60,691         | 60,691         |
| 1964 | 53,742         | 53,742         |
| 1965 | 48,850         | 48,850         |
| 1966 | 97,502         | 97,502         |

- 東京都統計年鑑各年度版

## 現状

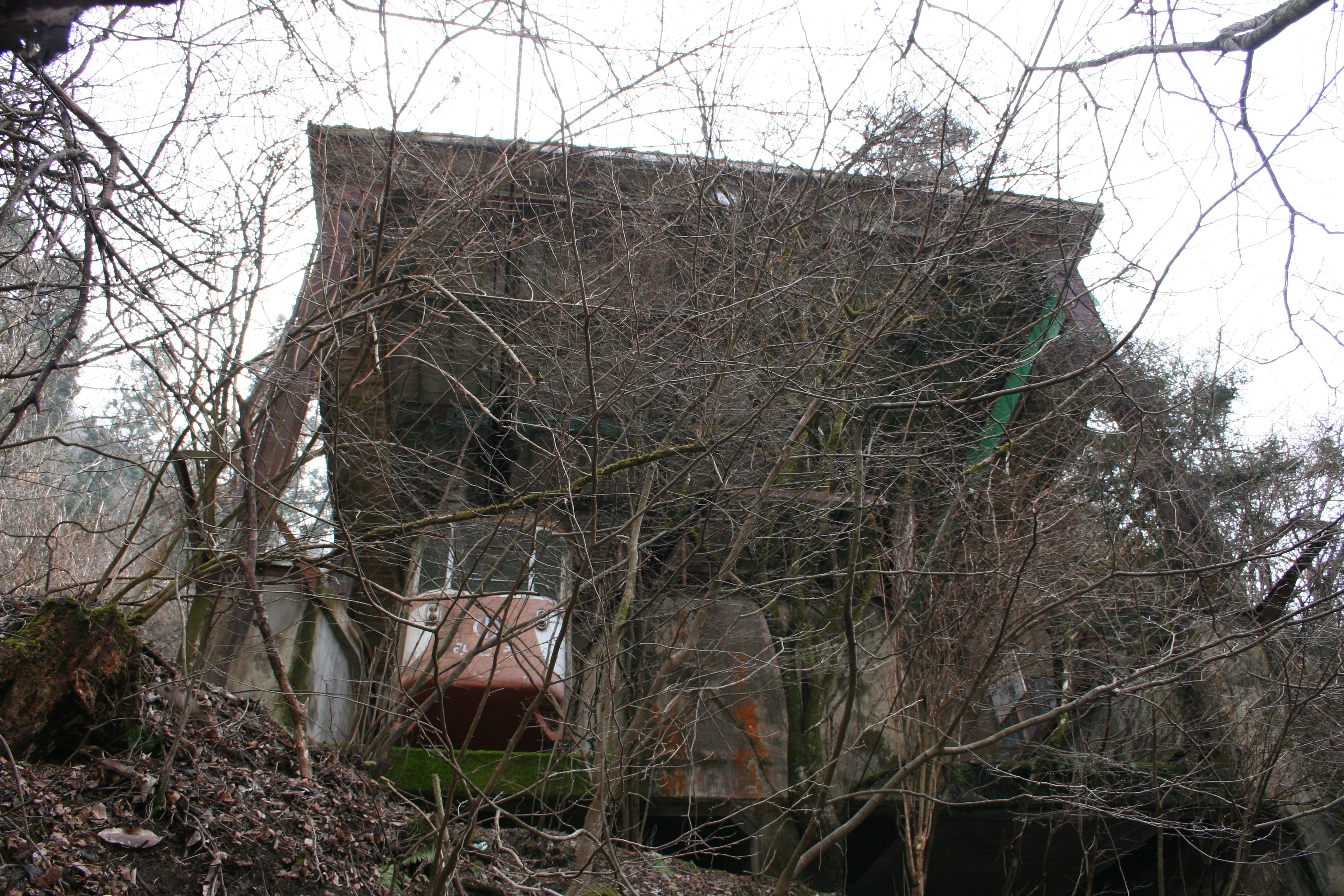
奥多摩周遊道路川野駐車場付近から見た三頭山口駅(2010年撮影)

2020年ごろに至るまで施設やゴンドラは手続き上、運行再開を念頭に置いて放置されているが、既に1962年の開業から半世紀以上経過し施設は使用に耐えない状態で荒廃しており、事実上放棄されている。
老朽化による鋼索の切断や鉄塔の倒壊などの危険性が指摘され、過去に地元自治体である奥多摩町と東京都などで撤去について検討が行われたが、撤去費用などの問題により現在に至るまで措置が講じられない状況である。

## 当時の様子
このロープウェイの設計と製造は日本ケーブルである。
当時の片道の運賃は上り60円往復100円で、所要時間は5分、営業時間は午前9時から午後6時で8分毎に運行されていた。